# بوب إتر
بوب إتر (بالإنجليزية: Bob Etter)‏ هو لاعب كرة قدم أمريكية أمريكي، ولد في 8 أغسطس 1945 في تشاتانوغا في الولايات المتحدة.

## وصلات خارجية
- بوب إتر على موقع كلية كرة السلة في سبورتس رفرنس.كوم (الإنجليزية)
- بوب إتر على موقع مرجع كرة القدم المحترفة.كوم (الإنجليزية)